# Гравитация (книга)
Гравита́ция (англ. Gravitation) — широко известный учебник по теории относительности Эйнштейна авторства Чарльза Мизнера, Кипа Торна и Джона Уилера, который впервые был опубликован издательством W. H. Freeman and Company в 1973 году. Многие учёные считают эту книгу ранней «библией» общей теории относительности за её беспрецедентный охват тем, её также часто называют MTW, по инициалам авторов. Учебник породил значительное число шуток, связанных с его размерами и весом. Книга отличалась необычным для своего времени нелинейным стилем подачи материала. В 2025 году книга всё ещё допечатывается издательством и рекомендуется как учебник во многих обзорах учебной литературы по общей теории относительности. Были изданы её русский и китайский переводы.

## Содержание и стиль подачи материала
Книга описывает многие аспекты дифференциальной геометрии и общей теории относительности, а также рассматривает некоторые альтернативные теории гравитации и их экспериментальные проверки. Пособие разделено на два курса, второй из которых включает в себя более сложные темы, служащие для расширения семестрового курса общей теории относительности до годового. MTW использует сигнатуру метрики −+++. Существенная часть книги состоит из дополнений к основному тексту.
На момент написания учебника его авторы были одними из наиболее известных экспертов в теории относительности, им принадлежат многие изложенные в книге результаты.
Введённое авторами разделение на два курса, иногда перемежающееся внутри одной главы, органически включённые в текст упражнения, специально выделенные дополнения и заметки на полях — маргиналии — представляло собой смелый эксперимент в нелинейности изложения и оформлении учебников, который вызвал существенные трудности при наборе книги. Стиль авторов также был необычен: в отличие от принятого сухого «академического стиля», некоторые части написаны очень неформально, даже поэтично, что вызвало как восторженные, так и критические отзывы рецензентов.
Дэвид Парк писал:

Представьте себе, что три очень изобретательных человека собрались вместе, чтобы изобрести научную книгу. Не просто написать её, но изобрести тон, стиль, методы представления [материала], формат.
Оригинальный текст (англ.)Imagine that three highly inventive people get together to invent a scientific book. Not just to write it, but invent the tone, the style, the methods of exposition, the format.
— David Park, “Ups and Downs of ‘Gravitation’”, Washington Post, 21 Apr. 1974, p. 4, цитируется по 
Однако Субраманьян Чандрасекар отметил:

Книга оставляет после себя одно главное впечатление. «Она написана с пылкостью миссионера, проповедующего каннибалам» (как Дж. И. Литтлвуд сказал о другой книге). Но я (возможно, по историческим причинам) всегда испытывал аллергию на миссионеров.
Оригинальный текст (англ.)There is one overriding impression this book leaves. ‘It is written with the zeal of a missionary preaching to cannibals’ (as J. E. Littlewood, in referring to another book, has said). But I (probably for historical reasons) have always been allergic to missionaries.
— S. Chandrasekhar, “A Vast Treatise on General Relativity”, Phys. Today, Aug. 1974,
pp. 47–48, цитируется по 
Из-за этого издательство сначала рассматривало книгу скорее как монографию, чем как учебник, и собиралось издавать её только в твёрдой обложке для библиотек. Однако авторы настояли также и на более дешёвом издании в бумажной обложке, доступном для студентов, согласившись на снижение своих отчислений с этого издания. В результате этого эксперимента книга не только получила отзывы в специализированной научной прессе, но и удостоилась обзора на целую полосу в газете The Washington Post, в котором она одобрялась за нелинейность, напомнившую рецензенту авангардный кинематограф французской новой волны. По оценкам многих рецензентов, «Гравитация» интересна не только студентам-физикам, но и просто людям, интересующимся наукой.
Размеры и вес тома, существенно отличавшиеся от параметров принятых тогда учебников, породили большое число шуток, например, о том, что «Гравитация» является не только ценным справочником о гравитации, но также и её существенным источником. Возник и целый ряд прозвищ: Большая чёрная книга (англ. The big black book), Телефонный справочник (англ. The phone book), Библия (англ. The “Bible”).

## Влияние
За первые 10 лет продаж в США книга разошлась тиражом более 50 000 экземпляров, а к 2007 году ежегодно расходились более 500 экземпляров, что дало историку науки Кайзеру основания рассматривать её как книгу, стёршую границы между монографией, учебником и популярным бестселлером. Сокращение MTW по инициалам авторов стало обычным в литературе по общей теории относительности для ссылок на этот учебник.
К 2025 году книга в бумажной обложке всё ещё допечатывается издательством и рекомендуется как учебник во многих обзорах учебной литературы по общей теории относительности, при этом её часто называют классической, хотя отмечается, что она слишком сложна для вводного курса, скорее этот учебник нужно рассматривать как расширенное и углублённое пособие для студентов и аспирантов,  серьёзно занимающихся общей теорией относительности. Также он несколько устарел и не содержит новых результатов, однако его обязательно должен прочитать любой, кто серьёзно занимается общей теорией относительности.
Были изданы русский (1977, перепечатка 1993) и китайский (1997) переводы «Гравитации». В связи с тем что китайский перевод был в основном выполнен Ли Шусянь, женой знаменитого китайского диссидента Фан Личжи и обладательницей вместе с ним Премии Свободы за 1991 год, издательства КНР отказали в его публикации и книга была издана на Тайване.